# Fredrik Aursnes
Fredrik Aursnes (Hareid, 1995. december 10. –) norvég válogatott labdarúgó, a portugál Benfica középpályása.

## Pályafutása

### Klubcsapatban
2012–2015 között a Hødd, 2016–2021 között a Molde labdarúgója volt. 2021–22-ben a holland Feyenoord csapatában szerepelt. 2022 óta a portugál Benfica játékosa.

### A válogatottban
2021 és 2023 között 20 alkalommal szerepelt a norvég válogatottban és egy gólt szerzett. 2024 március 12-én Ståle Solbakken, a válogatott szövetségi kapitánya jelentette be, hogy Aursnes visszavonult a válogatottban való szerepléstől.

## Sikerei, díjai
Hødd
- Norvég kupa
  - győztes: 2012

 Molde
- Norvég bajnokság
  - bajnok: 2019

 Feyenoord
- UEFA Konferencia Liga
  - döntős: 2021–22[3]

 Benfica
- Portugál bajnokság (Primeira Liga)
  - bajnok: 2022–23[4]
- Portugál szuperkupa (Supertaça Cândido de Oliveira)
  - győztes: 2023[5]
- Portugál ligakupa (Taça da Liga)
  - győztes: 2024–25[6]

## Statisztikák

### A válogatottban
| Válogatott | Év       | Pályára lépés | Gól |
| ---------- | -------- | ------------- | --- |
| Norvégia   | 2021     | 4             | 0   |
| Norvégia   | 2022     | 6             | 0   |
| Norvégia   | 2023     | 10            | 1   |
| Összesen   | Összesen | 20            | 1   |